# Trichodapus conjunctivus
Trichodapus conjunctivus är en tvåvingeart som beskrevs av Werner Mohrig och Roschmann 1997. Trichodapus conjunctivus ingår i släktet Trichodapus och familjen sorgmyggor. Inga underarter finns listade i Catalogue of Life.